# Dmitri Arseniev
Pour les articles homonymes, voir Arseniev.
Dmitri Sergueïevitch Arseniev (en russe : Дмитрий Сергеевич Арсеньев), né le 14 septembre 1832 à Mojaïsk dans le gouvernement de Moscou et mort le 14 septembre 1915 à Tsarskoïe Selo, est un militaire et écrivain russe. Il fut amiral et adjudant-général, membre du Conseil de l'Amirauté, membre du Conseil d'État, auteur de quelques essais traduits en langue anglaise.

## Famille
Fils de Sergueï Nikolaïevitch Arseniev (1801-1860) et de Nadejda Vassilievna Kamynina (1805-1855), fille d'un écrivain et industriel du gouvernement d'Orel. Trois frères et une sœur composaient la famille de Dmitri Sergueïevitch Arseniev : Vassily Sergueïevitch Arseniev (1829-1915), un théologien, Nikolaï Sergueïevitch Arseniev (1831-1903), avocat et sénateur, Evguenia Sergueïevna Arsenievna (1833-1873), elle épousa le colonel Nikolaï Vassilievitch Chenchinym, Alexandre Sergueïevitch Arseniev (1837-1917), commissaire dans la région du Daghestan, Lev Sergueïevitch Arseniev (1839-1842), avocat.

### Mariage
Dmitri Sergueïevitch Arseniev épousa Varvara Vladimirovna Skariatina, fille du gouverneur de Novgorod Vladimir Iakovlevitch Skariatine.
Quatre enfants naquirent de cette union : 
- Sergueï Dmitrievitch Arseniev (1873-1941) ;
- Ivan Dmitrievitch Arseniev (1874-1919) ;
- Maria Dmitrievna Arsenieva (1877-1882) ;
- Nadejda Dmitrievna Arsenieva (1885-1937).

## Biographie
Dmitri Arseniev étudia au Corps naval des Cadets, le 15 août 1848 il fut promu au grade de garde-marine (grade en vigueur dans la Marine impériale de Russie de 1716-1917), il servit à bord de la frégate Postoïnstvo placée sous le commandement du capitaine-lieutenant A.H. Sofiano, il navigua à bord du Strela commandé par Fiodor Iakovlevitch Brioummer. Le 9 août 1850, en qualité d'officier, il fut inscrit à l'Académie navale Nikolaï Kouznetsov (École supérieure de la Marine impériale de Russie enseignant la géodésie, le calcul intégral, le calcul différentiel, l'astronomie, l'hydrographie, la météorologie, la géométrie descriptive, la chimie, la mécanique, géographie, l'histoire navale et le droit international, créée le 28 janvier 1827). En 1852, à bord de la corvette Knyaz Varchavski placée sous le commandement du contre-amiral Ivan Nikolaïevitch Izylmetev (1813-1871), il entreprit une expédition en mer Baltique et en mer du Nord. Le 13 août 1853, affecté sur la corvette Navarin, il passa l'hiver en mer (1853-1854).
Au cours de la Guerre de Crimée, Arseniev commanda un groupe de quatre canonnières basées au port de Riga, il effectua différentes opérations militaires sur la Dvina occidentale, en 1855, il reçut son affectation afin de servir dans un équipage de la flotte de la garde. En 1856, il servit sous le commandement de l'illustre défenseur de Sébastopol, le capitaine 1er rang Mikhaïl Perelechine, commandant de la corvette Boyrine. En juin 1857, commandant de la corvette Vepr, il navigua en mer Baltique et en mer Noire. Le 26 septembre 1858, l'Ordre de Saint-Stanislas (3e classe) lui fut attribué.
En 1859, Arseniev reçut son affectation pour servir dans la flottille de la mer d'Aral sous les ordres de l'amiral Alexeï Ivanovitch Boutakov (1816-1869), il accompagna Nikolaï Pavlovitch Ignatiev dans une mission diplomatique au khanat de Khiva, dans la région du Caucase, il accompagna le général Mikhaïl Grigorievitch Tcherniaïev (1828-1898) chargé de soutenir le khan dans sa répression contre les insurgés de Koungrad (aujourd'hui en Ouzbékistan). Son excellent comportement au cours de cette campagne militaire lui valut l'Ordre de Sainte-Anne (3e classe). À son retour d'Asie, il fut nommé adjudant-général du grand-duc Constantin Nikolaïevitch de Russie.
Le 17 octobre 1860, sous les ordres du capitaine-lieutenant Alexandre Egorovitch Kroun, Dmitri Sergueïevitch Arseniev fut envoyé à Londres afin de superviser la construction du Morj. Sur ce navire, il fut le principal adjoint de Kroun, ils appareillèrent de Londres et prirent la direction de l'Afrique et de l'Asie, leur voyage prit fin à Nikolaïevsk-sur-l'Amour. Le 1er janvier 1862, pour l'accomplissement de ce voyage il fut élevé au grade lieutenant de marine. Le 19 juin de la même année, il fut nommé capitaine de pavillon, il servit sous les ordres du contre-amiral Alexeï Alexandrovitch Popov, une expédition le mena au Japon, en Russie d'Amérique puis à San-Francisco. Il passa l'isthme de Panama et se rendit à New York.
À la fin de l'année 1862, Dmitri Arseniev arriva en Pologneet le 1er janvier 1863, il fut décoré de l'Ordre de Saint-Stanislas (2e classe), En février 1863, il fut envoyé en Prusse pour l'achat du steamer Visla et six grands sloops destinés à la mise en place de la flottille de la Vistule. Au cours de l'Insurrection polonaise de 1863 (22 janvier 1863 à l'automne 1864) au sein du royaume de Pologne, il fut l'adjoint du gouverneur, le grand duc Constantin Nikolaïevitch de Russie. De 1864 à 1885, il occupa les fonctions de tuteur auprès des grands-ducs Sergueï Alexandrovitch de Russie et de Pavel Alexandrovitch de Russie. Le 3 avril 1865 il lui fut décerné l'Ordre de Sainte-Anne (2e classe), le 6 mai de la même année, il fut membre à part entière de la Société géographique russe (fondée en 1845 à Saint-Pétersbourg). Le 1er janvier 1866, Arseniev fut élevé au grade de capitaine 1er rang (grade correspondant à celui de lieutenant-colonel dans l'infanterie ou l'armée de l'air). Le 1er décembre 1868, il fut décoré de l'Ordre de Saint-Vladimir (4e classe). Le 1er janvier 1870, il fut promu capitaine 1er rang (grade correspondant à celui de colonel dans l'infanterie ou l'armée de l'air). Le 2 septembre 1871, lui fut remis l'Ordre de Saint-Vladimir (3e classe). Dmitri Arseniev fut promu contre-amiral le 29 avril 1877.
Au cours de la Guerre russo-turque de 1877-1878 il combattit aux côtés du grand-duc Sergueï Alexandrovitch de Russie. Le 22 décembre 1877, l'Ordre de Saint-Stanislas (1re classe) lui fut remis. Le 21 septembre 1880, il fut décoré de l'Ordre de Sainte-Anne (1re classe).
Le 27 juin 1882, Dmitri Sergueïevitch Arseniev lui fut confié le poste de chef de l'Académie navale Nikolaïev (école supérieure de la Marine impériale de Russie créée le 29 janvier 1827) et directeur du Collège de la Marine. Au cours de sa gestion de l'Académie navale, il la transforma progressivement en Corps de la Marine. Arseniev fut élevé au grade de vice-amiral le 26 février 1887. Le 14 mai 1896, il fut admis à siéger au Conseil de l'Amirauté, en outre, le titre d'adjudant-général lui fut attribué. À l'Académie navale de Nikolaïev, il se vit remettre l'Ordre de Saint-Vladimir (2e classe) (15 mai 1883), le 4 juin 1889, l'Ordre de l'Aigle blanc, le 17 avril 1894, il fut décoré de l'Ordre de Saint-Alexandre Nevski.
À l'occasion de ses 50 ans de service dans la Marine impériale de Russie, le 9 août 1900, Arseniev fut promu amiral. Le 1er avril 1901, il fut admis à siéger au Conseil d'État. Après la réforme du Conseil d'État en 1906, il siégea au conseil d'administration et fut un membre du parti de droite (1909). En 1910, à l'occasion de ses 60 ans de service dans la marine, il fut décoré de l'Ordre de Saint-Vladimir (1re classe).

## Décès et inhumation
Dmitri Arseniev décéda le jour de son anniversaire, le 14 septembre 1915 à Tsarskoïe Selo. Il fut inhumé au cimetière de Kazan.

## Distinctions
- 26 septembre 1858 : Ordre de Saint-Stanislas (3e classe) ;
- 1858 : Ordre de Sainte-Anne : (3e classe) ;
- 1863 : Ordre de Saint-Stanislas (2e classe) ;
- 3 avril 1865 : Ordre de Sainte-Anne (2e classe) ;
- 1er janvier 1868 : Ordre de Saint-Vladimir (4e classe) ;
- 2 septembre 1871 : Ordre de Saint-Vladimir (3e classe) ;
- 22 décembre 1877 : Ordre de Saint-Stanislas (1re classe - avec épées) ;
- 21 septembre 1880 : Ordre de Sainte-Anne (1re classe);
- 15 mai 1883 : Ordre de Saint-Vladimir (2e classe) ;
- 4 juin 1889 : Ordre de l'Aigle blanc ;
- 17 avril 1894 : Ordre de Saint-Alexandre Nevski (avec diamants) ;
- 1910 : Ordre de Saint-Vladimir (1re classe) ;
- Ordre de l'Aigle Rouge (ordre prussien) ;
- Ordre de la Légion d'honneur ;
- Ordre de Saint-Maurice Saint-Lazare (ordre italien) ;
- Ordre du Sauveur (ordre grec).

## Œuvres
Cette section liste quelques ouvrages rédigés par Dimitry Sergueïevitch Arseniev et quelques ouvrages traduit de l'anglais.
- Vice-amiral sir Edmund Lyon // Marine collection 1859 No 2
- Mémoires de l'adjudant-général, l'amiral Dmitri Arseniev, Marine collection 1862 No 4;
- Lettres de Dmitri Arseniev, tuteur du grand-duc Sergueï Alexandrovitch de Russie, le comte Sergueï Ouvarov // "État" 1995 No 2
- Des notes de Dmitri Sergueïevitch Arseniev // Russian archives, 1910 No 10 No 11